# Patalene juniperaria
Patalene juniperaria là một loài bướm đêm trong họ Geometridae.